# Celtic Woman
Celtic Woman és un conjunt musical irlandès exclusivament femení concebut i creat per David Kavanagh, Sharon Browne i David Downes, antic director musical de l'espectacle irlandès Riverdance. El 2004, Downes va reclutar cinc músics femenines irlandeses que no havien actuat juntes: les vocalistes Chloë Agnew, Órla Fallon, Lisa Kelly i Méav Ní Mhaolchatha i la violinista Máiréad Nesbitt, i les van formar en la primera formació del grup que va anomenar "Celtic Woman", un grup especialitzat. Downes va triar un repertori que anava des de cançons tradicionals celtes fins a cançons modernes.